# On va tout péter
Pour plus de détails, voir Fiche technique et Distribution.
On va tout péter est un documentaire français réalisé par Lech Kowalski et sorti en 2019. 

## Fiche technique
- Titre : On va tout péter
- Titre original : Blow It To Bits
- Réalisation : Lech Kowalski
- Photographie : Lech Kowalski
- Son : Odile Allard
- Montage son / Mixage : Thomas Fourel
- Montage : Lech Kowalski et Odile Allard
- Musique : Sal Bernardi
- Production : Revolt Cinema
- Pays de production :  France
- Durée : 109 minutes
- Date de sortie : France - mai 2019 (Festival de Cannes)

## Sélections
- Festival de Cannes 2019 (Quinzaine des réalisateurs)[1],[2]
- Festival du film européen de Séville 2019
- Doclisboa 2019
- FICUNAM Mexico 2020